# LG Optimus L7
De LG Optimus L7, LG Splendor of LG Venice is een smartphone van het Zuid-Koreaanse bedrijf LG. Het toestel maakt deel uit van de 'L-serie', een lijn van smartphones die voor gebruikers met weinig geld een goed design en de recentste software wil bieden. Het toestel is geïntroduceerd tijdens het Mobile World Congress 2012 in Barcelona en komt uit in het zwart, wit en roze.

## Software

### Interface
De Optimus L7 draait op Googles Android, versie 4.0. Boven op het besturingssysteem heeft LG zijn eigen interface gelegd, vergelijkbaar met HTC's Sense en Samsungs TouchWiz. De grafische schil is meer tot de "standaard interface" van Google gebleven en legt veel nadruk op de kleur wit. Ook heeft LG het vergrendelingsscherm aangepast. Door naar een bepaalde applicatie toe te slepen, gaat men onmiddellijk naar die applicatie.

### NFC
Ook beschikt de telefoon over NFC, die net zoals de Sony Xperia S over een 'smarttag' bezit. Hiermee kan men, door de smarttag dicht bij de telefoon te houden, het toestel een bepaalde functie laten uitvoeren (zoals de telefoon uitschakelen), die de gebruiker zelf kan instellen.

## Hardware
De smartphone heeft een lcd-scherm van 4,3 inch groot met een resolutie van 800 bij 480 pixels, wat neerkomt op een pixeldichtheid van 217 ppi. Onder het scherm bevinden zich 3 knoppen, een capacitieve terugknop, de fysieke thuisknop en een capacitieve menuknop. In het toestel zelf bevindt zich een batterij van 1700 mAh en een singlecore-processor van 1 GHz. De Optimus L7 heeft twee camera's: een op de achterkant van 5 megapixel en een op de voorkant om te videobellen.